# Tristanalbatross
Tristanalbatross (Diomedea dabbenena) är en akut hotad albatross som är endemisk för ögruppen Tristan da Cunha i södra Atlanten.

## Utseende
Tristanalbatrossen är en mycket stor albatross med en kroppslängd på hela 110 centimeter. Den är mycket lik sin nära släkting vandringsalbatrossen (Diomedea exulans, se nedan) och troligen omöjlig att särskilja i fält, men fjäderdräkten är generellt mörkare. Den är även något mindre (näbben är exempelvis cirka 25 millimeter kortare) och det tar längre tid för den att utveckla adult dräkt, så pass att den aldrig når den gamla vandringalbatross hanens mycket vita fjäderdräkt.

## Utbredning
Fågeln häckar i ögruppen Tristan da Cunha, numera i princip begränsad till Gough Island med endast 2–3 par på Inaccessible Island. På huvudön är den numera utdöd. Pelagiskt rör den sig i södra Atlanten och sydvästra Indiska oceanen. Vid ett tillfälle har den påträffats i Italien, 4 oktober 1957.

## Systematik
Tristanalbatrossen betraktades tidigare liksom amsterdamalbatross (D. amsterdamensis) och antipodalbatross (D. antipodensis) som en underart till vandringsalbatross (D. exulans). Den urskiljs dock allt oftare som egen art. Den behandlas som monotypisk, det vill säga att den inte delas in i några underarter.

## Levnadssätt
Tristanalbatrossen häckar i kolonier belägna i fuktiga ljunghedar mellan 400 och 700 meter över havet där det är tillräckligt öppet för fågeln att kunna lyfta och landa.Vuxna fåglar anländer till häckningsplatserna i november och december, lägger ägg i januari och ungarna blir flygga i november. Den häckar endast vartannat år och ungfåglarna återvänder till kolonin först när de är tre till sju år gamla. Tristanalbatrossen blir mycket gammal; den äldsta individ som hittills påträffats var minst 38 år gammal.

### Föda
Tristanalbatrossen lever av bläckfisk och fisk, och följer troligen fartyg och trålare på jakt efter föda. Man har funnit att fluorescerande bläckfiskar utgör en del av dess diet, vilket skulle kunna tyda på att tristanalbatrossen ofta födosöker nattetid.

## Status och hot
Arten har ett mycket litet utbredningsområde och minskar dessutom kraftigt i antal när den fallit offer för långrevsfiske och på grund av predation av dess ungar och ägg från möss. Internationella naturvårdsunionen IUCN kategoriserar därför arten som akut hotad. Världspopulationen uppskattas till 5 200–7 300 individer.

## Namn
Fågelns vetenskapliga artnamn hedrar Roberto Raúl Dabbene (1864–1938), en argentinsk ornitolog född i Italien.